# Ilex walsinghamii
Ilex walsinghamii là một loài thực vật có hoa trong họ Aquifoliaceae. Loài này được R.A.Howard mô tả khoa học đầu tiên năm 1986.